# جامعة تولوز جان جوريس
جامعة تولوز جان جوريس (بالفرنسية: Université Toulouse-Jean Jaurès)‏ معروفة بهذا الاسم منذ عام 2014. كانت تُعرف سابقًا باسم جامعة (Toulouse-II-Le Mirail)، وهي واحدة من 3 جامعات في تولوز، فرنسا.
تم إنشاؤها في عام 1969، وفقًا لقانون فور (Loi Faure)، من خلال تجميع كليات العلوم الطبية والكليات التابعة لجامعة تولوز السابقة، والتي تأسست عام 1229. ومنذ عام 2015، تعد جزءًا من الأعضاء الأوائل للكوم «جامعة تولوز ميدي بيرينيه الفيدرالية».
هذه الجامعة متخصصة في مجالات: الفنون والإنسانيات واللغات، العلوم الإنسانية والاجتماعية؛ العلوم والتكنولوجيا والصحة.

## وصلات خارجية
- الموقع الرسمي